# إنكهاوزن
إنكهاوزن Enkhuizen  هي اٍحدى بلديات مقاطعة شمال-هولندا بهولندا.

## طوبوغرافيا
خريطة طوبوغرافية هولندية لبلدية إنكهاوزن، يونيو 2015، (تقرأ بعد ثلاث نقرات على الخريطة).

## معرض صور

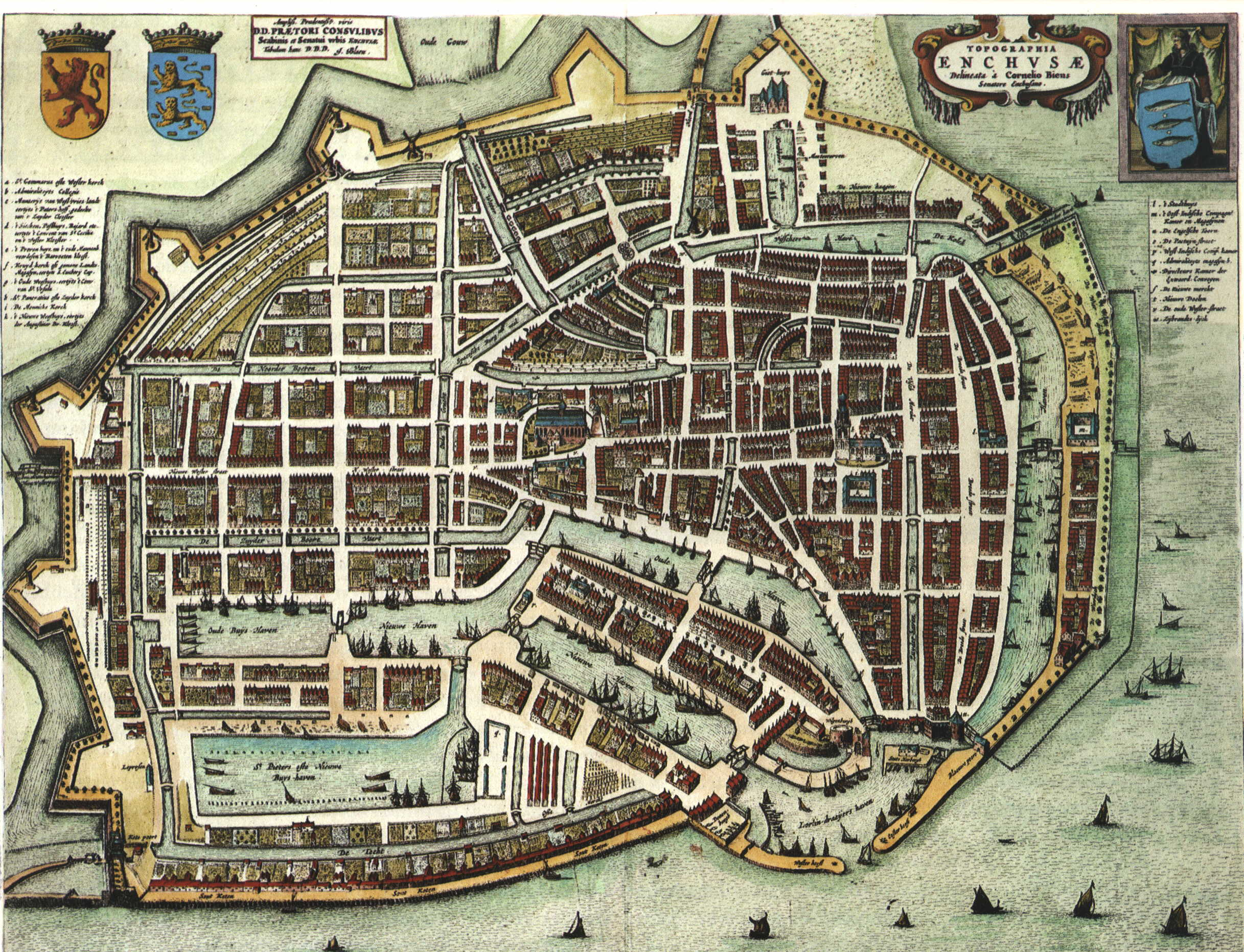
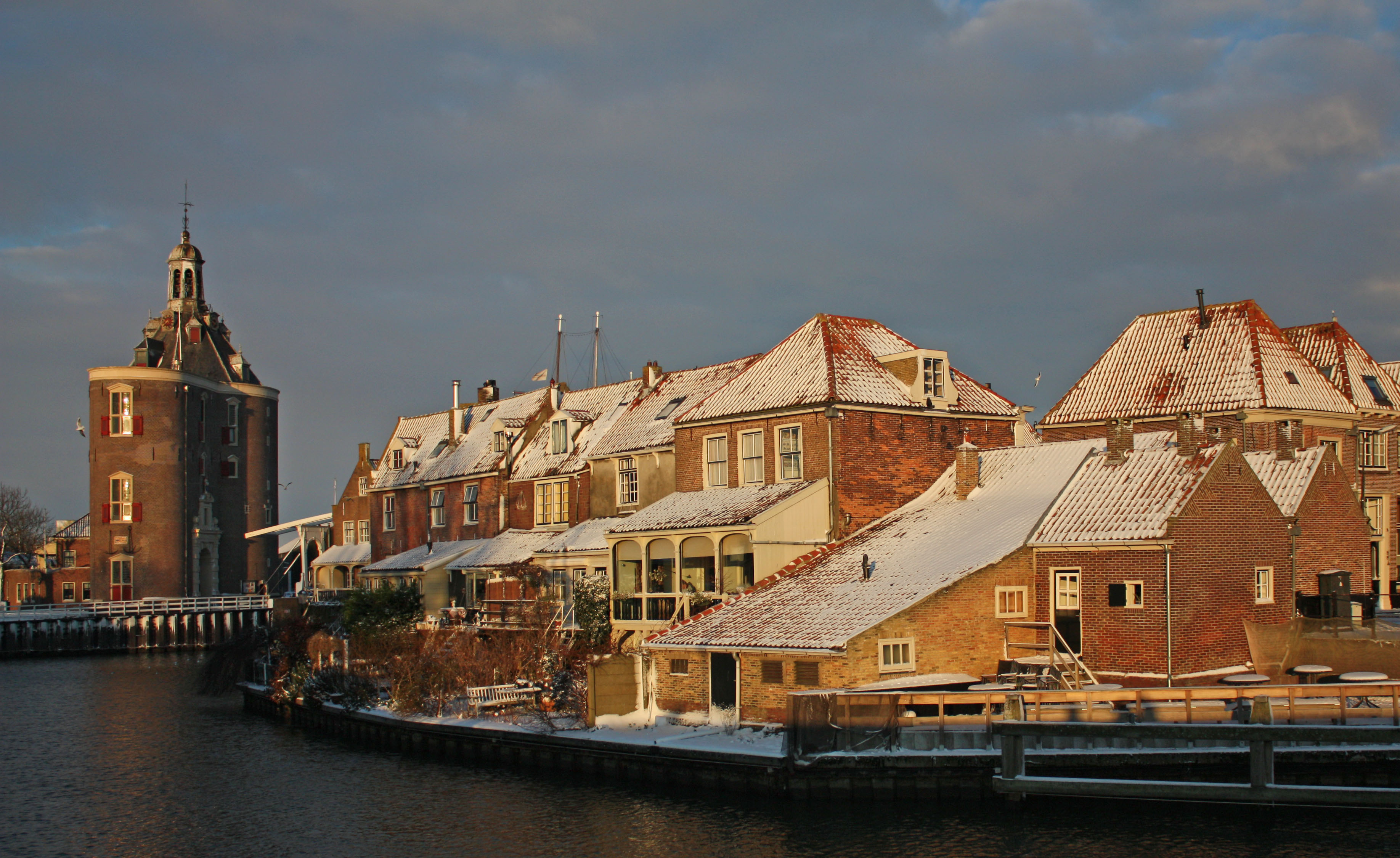
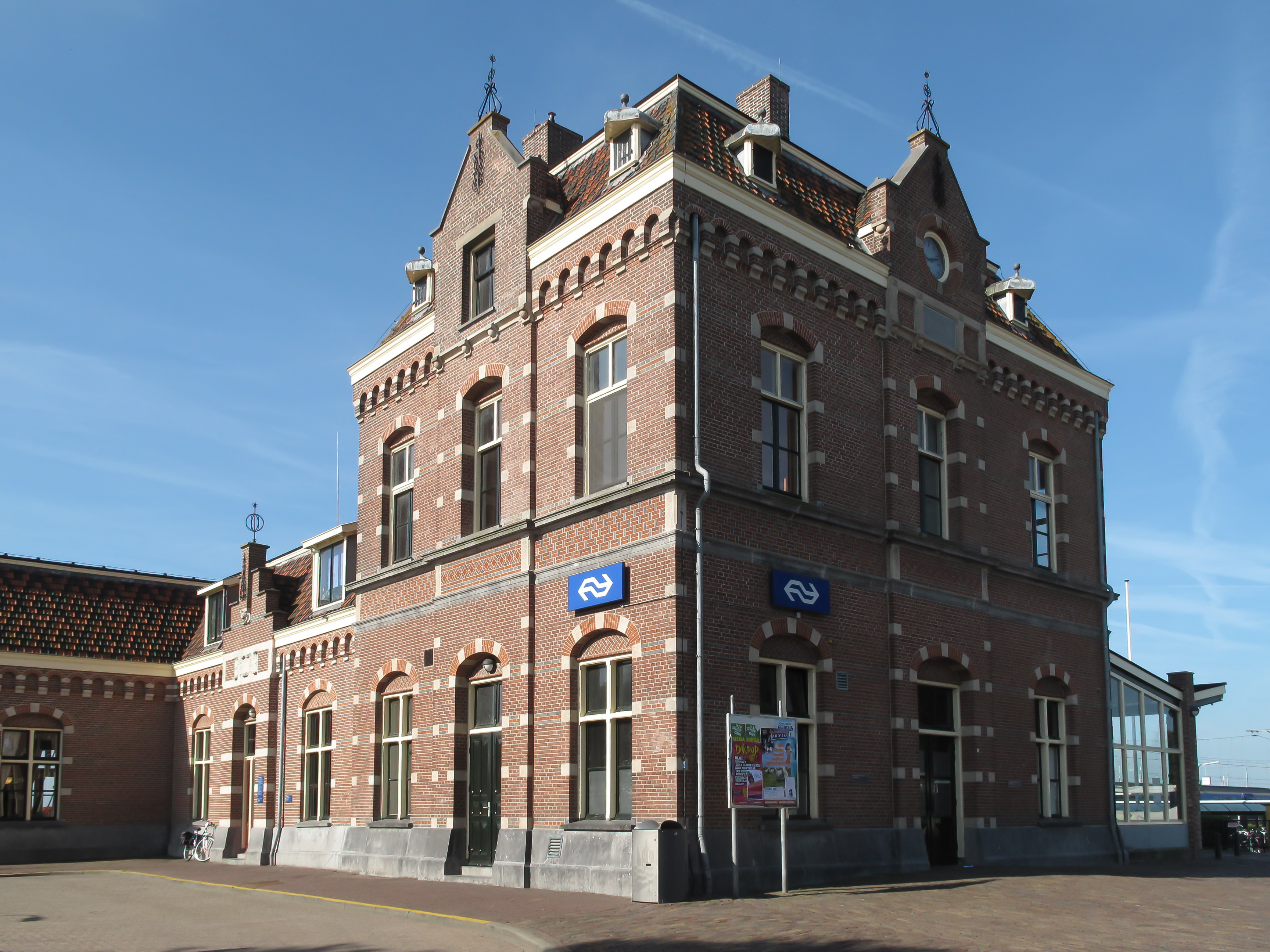
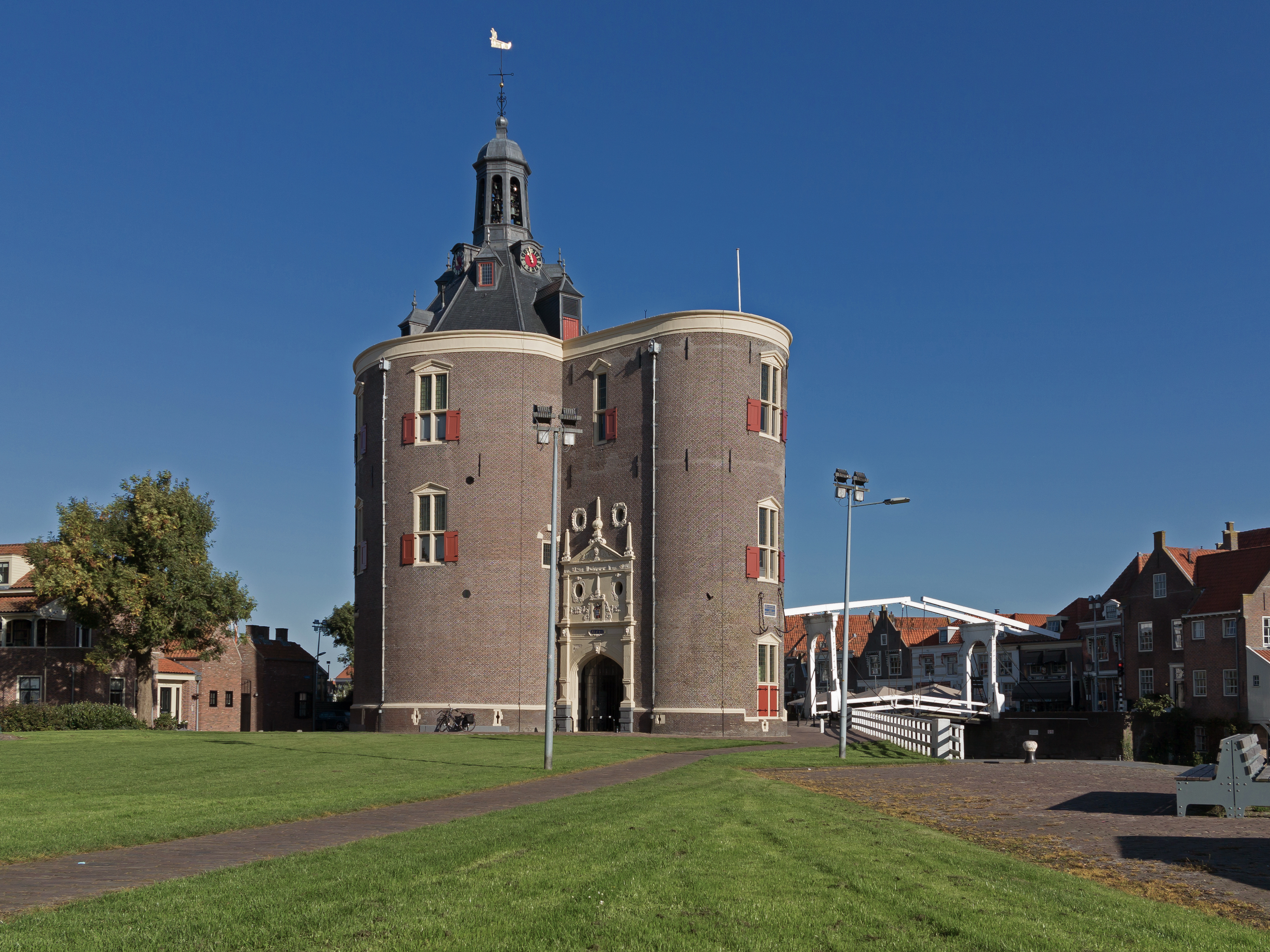
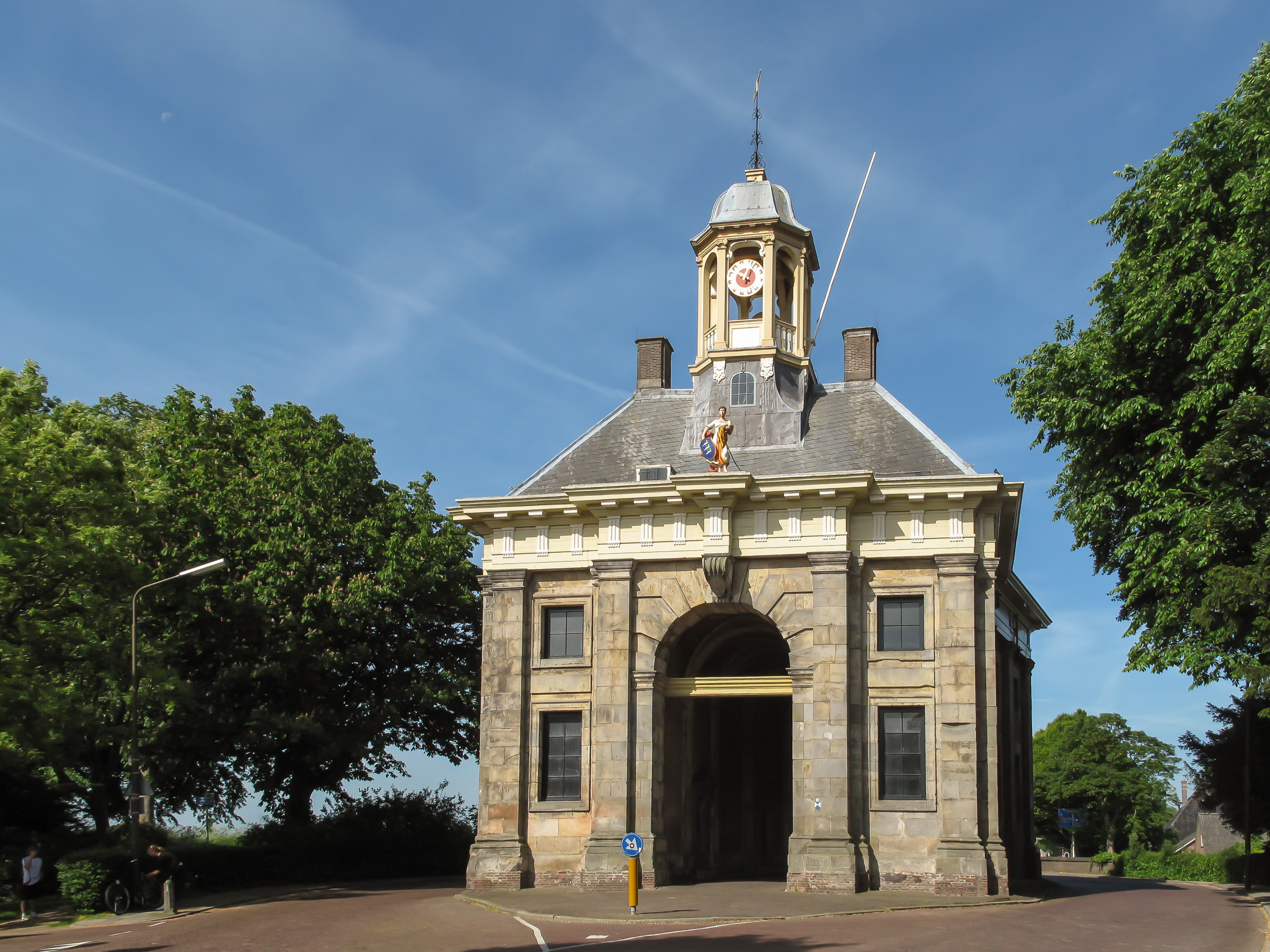